# 五行の刺客
『五行の刺客』（ごぎょうのしかく、原題: Wu Assassins）は、2019年に配信されたアメリカ合衆国のテレビドラマシリーズ。古代の力に巻き込まれてしまった青年を描くアクションドラマ。企画・制作はジョン・ワース、トニー・クランツ、出演はイコ・ウワイス、バイロン・マン、リー・ジュン・リーなど。2019年8月8日にNetflixオリジナル作品として全世界へ配信された。

## あらすじ
サンフランシスコのチャイナタウンでシェフとして働く青年カイ・ジン。古代の力に巻き込まれてしまったカイは、暗殺者になり世界を守るべく戦いはじめる。

## キャスト

### メイン
カイ・ジン
演 - イコ・ウワイス
アンクル・シックス
演 - バイロン・マン
ジェニー
演 - リー・ジュン・リー
インイン
演 - セリア・アウ
ルーシン
演 - ルイス・タン
トミー
演 - ローレンス・カオ
アレック・マクロウ
演 - トミー・フラナガン
CG(クリスティーナ・ガヴィエル)
演 - キャサリン・ウィニック

### リカーリング
Mr. Young
演 - ツィ・マー
Zan
演 - ジュージュー・チャン
an unnamed monk
演 - マーク・ダカスコス
Frank Fletcher
演 - クランストン・ジョンソン

## エピソード
| 通算 話数 | タイトル                               | 監督                   | 脚本                         | 公開日       |
| --------- | -------------------------------------- | ---------------------- | ---------------------------- | ------------ |
| 1         | "正義の人殺し" "Drunken Watermelon"    | スティーヴン・フォン   | John Wirth                   | 2019年8月8日 |
| 2         | "若気の至り" "Misspent Youth"          | スティーヴン・フォン   | Cameron Litvack              | 2019年8月8日 |
| 3         | "火の怪物" "Fire Chicken"              | ロエル・レイネ         | Yalun Tu                     | 2019年8月8日 |
| 4         | "蛇のごとく" "A Twisting Snake"        | ロエル・レイネ         | David Simkins                | 2019年8月8日 |
| 5         | "安らかに眠れ" "Codladh Sámh"          | Toa Fraser             | Julie Benson Shawna Benson   | 2019年8月8日 |
| 6         | "蟲毒(こどく)" "Gu Assassins"          | Toa Fraser             | Cameron Litvack John Wirth   | 2019年8月8日 |
| 7         | "受け継がれる意志" "Legacy"            | キャサリン・ウィニック | David Simkins Yalun Tu       | 2019年8月8日 |
| 8         | "レディースナイト" "Ladies' Night"     | Tony Krantz            | Julie Benson Shawna Benson   | 2019年8月8日 |
| 9         | "天と地の境目 パート1" "Paths: Part 1" | Michael Nankin         | David Simkins Yalun Tu       | 2019年8月8日 |
| 10        | "天と地の境目 パート2" "Paths: Part 2" | Michael Nankin         | Cameron Litvack Jessica Chou | 2019年8月8日 |

## 製作
2018年6月29日、Netflixは本作の製作を発表した。撮影は、2018年8月8日から11月20日までカナダのバンクーバーで行われた。

## 評価

### 批評
本作は批評家から好意的な評価を受けている。批評集積サイトのRotten Tomatoesに23件のレビューがあり、批評家支持率は83%、平均点は10点満点で6.79点となっている。